# ハンス・ベック
ハンス・ベック（Hans Beck、1911年4月25日 - 1996年4月10日）は、ノルウェー、コングスベルグ出身のスキージャンプ選手。

## プロフィール
1932年のレークプラシッドオリンピックに出場、同郷のビルゲル・ルートに次いで銀メダルを獲得した。ベックは1本目に最長不倒の71.5mを飛んで首位に立ったが、2本目は63.5mに留まり、69.5mを飛んだルートに逆転された。
1935年のホルメンコーレンスキー大会で優勝。
1949年に結婚、2人の子供をもうけた。現役引退後はスポーツ用品販売の仕事に就いていた。